# My tailor is rich
 (février 2012).
Si vous disposez d'ouvrages ou d'articles de référence ou si vous connaissez des sites web de qualité traitant du thème abordé ici, merci de compléter l'article en donnant les références utiles à sa vérifiabilité et en les liant à la section « Notes et références ».
« My tailor is rich » (littéralement « Mon tailleur est riche ») est la première phrase de L'Anglais sans peine, premier ouvrage de la méthode Assimil d'apprentissage de l'anglais, écrit par Alphonse Chérel en 1929. Cette phrase a été créée en utilisant des mots transparents (tailor > tailleur, rich > riche) afin de faciliter le début de l'apprentissage.
Elle a été parodiée et reprise de nombreuses fois, par exemple dans La Cantatrice chauve, Astérix chez les Bretons, Le Petit Nicolas (histoire « Djodjo ») ou Le Gendarme à New York et L'Exorciste (vf) mais elle est aussi utilisée en aviation pour la même raison de parodie. Depuis, les méthodes Assimil ont évolué, mais cette phrase continue d'être utilisée dans le langage courant pour évoquer l'apprentissage de l'anglais.
De telles références sont teintées d'humour, car cette phrase est difficile à placer dans une conversation.

## Phrases similaires
- Au Japon : « This is a pen » (« C'est un stylo »)
- En Italie : « The pen is on the table » (« Le stylo est sur la table »)
- En Algérie : « Mister Khettat is an architect » (« Monsieur Khettat est architecte »)
- Au Maroc : « Is this your handbag? » (« Est-ce votre sac à main ? »)
- En France : « Where is Brian? » (« Où est Brian ? » )
- Au Brésil : « The book is on the table » (« Le livre est sur la table » )
- Au Royaume-Uni : « Où est la plume de ma tante (en) ? »
- Aux Pays-Bas : « Papa fume une pipe »
- Au Canada : « Tu connais Marcel Martin ? Mais oui, nous sommes de bons copains[réf. nécessaire] »